# Purple Days
「Purple Days」（パープル・デイズ）は日本の音楽バンドである。現在、活動休止中。

## 概要
バンド名の由来は「紫」「群れになって咲く=『群ら』『咲き』」をかけたもの。石坂が友人である鈴木を誘い、楽曲製作とバンド活動を開始。半年後に共通の友人の紹介で、当時美容専門学校の学生だった 吉田がボーカルとして加入。ユニット名を「Purple Days」として、2007年に石坂をリーダーとして本格的に活動開始。
小室哲哉に見出され、結成半年にしてTM NETWORKのコンサートにゲスト出演するなど精力的な活動を行っていたが、2013年3月をもって活動休止。
楽曲制作は石坂と鈴木が作曲、吉田が作詞を担当していた。また上記の関係から小室制作の楽曲のカヴァーも多い。

## メンバー
- 吉田 ワタル（よしだ ワタル、1986年8月17日 - ）
  - ボーカル
  - 神奈川県出身、A型
  - 美容師免許所持。
  - 活動休止後はバンド「The Order Made」のメンバーとして活動。
- 石坂 翔太（いしざか しょうた、1986年8月12日 - ）- リーダー
  - シンセサイザー
  - 神奈川県横浜市出身、B型
  - TM NETWORKの元スタッフで、宇都宮隆が所属するエム・トレスの取締役である石坂健一郎の息子。その為、子供の頃からTM NETWORKのライブにも行った事がある。その縁もあって小室哲哉に見出されたという形でデビューとなった。
  - ファースト・シンセはヤマハのEOS-B500。以後、EOSシリーズを使い続け、現在はMOTIF XSを使用。
  - 活動休止後は作曲家・編曲家及びバンド「The Order Made」のメンバーとして活動。
- 鈴木 俊彦（すずき としひこ、1987年3月11日 - ）
  - 神奈川県出身、A型
  - ギター
  - TM NETWORKのコンサートでサポートギターを担当した。
  - 活動休止後はライブサポートや他のアーティストのレコーディングに参加。

## 来歴
2006年
- 石坂が友人である鈴木を誘い、楽曲製作・バンド活動を開始。

2007年
- 共通の友人の紹介で、吉田が加入。ユニット名を「Purple Days」として本格的に活動を開始。
- 小室哲哉に見出され、TM NETWORKのライヴツアー「TM NETWORK -REMASTER-」にゲスト出演。

2008年
- 小室と同じイーミュージックに所属。春に小室プロデュースによるシングル・アルバムを発売する予定だったが、立ち消えとなった。
- 冬には自らのMySpaceサイトを開設するが、数日で閉鎖。

2009年
- 事務所をtearbridge productionに移籍。
- 6月4日、エイベックスのコンベンションライブ「avex newcomer showcase」に出演。
- 8月30日、大阪長居スタジアムで行われた「a-nation'09」のパワーステージに出演。
- 11月14日、Shibuya O-EASTで行われたイベント「oricon sound blowin'」に出演。
- 11月25日、「Shine Of Love / My Revolution」にてプレデビュー、TSUTAYA限定レンタルという形で発表。
- 12月25日、「Impressive Child /I'm proud」をTSUTAYA限定でレンタル。

2010年
- 1月27日、「sayonara」をTSUTAYA限定でセルリリース。同時に「TSUYOKUNARE/恋しさと せつなさと 心強さと」をレンタル限定リリース。
- 2月17日、メジャーデビューシングル「BRANDNEW DAYS」をリリース。日本テレビ系『音楽戦士 MUSIC FIGHTER』2月分POWER PLAY。
- 3月17日、ファーストアルバム『SERENDIPITY』をリリース。「My Revolution」に加え、新たにTM NETWORKの「Get Wild」のカバーを収録。
- 11月17日、セカンドシングル『Still think of you』をリリース。MUSIC VIDEOに岡本夏生が出演したことで話題になる。

2011年
- 5月4日、サードシングル『あなたを忘れていけるように』をリリース。
- ボーカルの吉田ワタルが小室哲哉の22年ぶりのソロアルバム『Digitalian is eating breakfast 2』収録曲の「L.W.R feat. Misako Uno, Naoya Urata(AAA) & Wataru Yoshida(Purple Days)」にAAA宇野実彩子、浦田直也とともに参加。
- a-nation'11全会場にオープニングアクトとして出演。
- 11月6日、楽器フェア『シンセ・サミット』横浜パシフィコ ホールA にライブ出演。

2012年
- 2月15日、4thシングル『恋愛ティーチャー恋心』をリリース、同曲は小室哲哉作曲。
- 3月14日、セカンドアルバム『Sucker Punch』をリリース。
- 3月18日、『PurpLIVEshoW vol.2』
- 4月18日、√5のセカンドシングル『三日月姫』のカップリング曲『千本桜』にギターの鈴木俊彦がギターとして参加。
- 7月28日、『SAYスマートサウンドキャラバンin山形』にライブ出演。
- 8月18日、『a-nation stadium fes. Charge Go! ウイダーinゼリー』長居競技場でのオープニングアクトとして出演予定だったが、悪天候の為大幅に開演時間が遅れた為出演が取りやめになった。
- 8月22日、配信限定シングル『READY STEADY GO』をリリース。
- 8月26日、『a-nation stadium fes. Charge Go! ウイダーinゼリー』味の素スタジアムにオープニングアクトとして出演
- 9月22日、『PurpLIVEshoW vol.3』
- 10月7日、『東北薬科大学薬学祭2012』にライブ出演。
- 10月8日、『Diver City Tokyo ×　Girls Award prezents ODAIBA FASHION FES 2012』にライブ出演。

2013年
- 1月25日、オフィシャルメルマガ『Purprize』にて、活動休止を発表。
- 3月23日、渋谷　RUIDO K2（3人のデビューライブが行なわれた場所）でのワンマンライブ『PurpLIVEshoW 【THE LAST】』をもって、活動を休止する。

## ディスコグラフィ
| タイトル                                                                   | 発売日   | 収録内容 | 最高  |
| 2009年                                                                     |          | |       |
| TSUTAYA限定シングル (レンタルのみ) Shine Of Love /My Revolution            | 11月15日 | 1. Shine Of Love -Short ver.- 2. My Revolution |       |
| TSUTAYA限定シングル (レンタルのみ) Impressive Child /I'm proud             | 12月25日 | 1. Impressive Child -Short ver.- 2. I'm proud |       |
| 2010年                                                                     |          | |       |
| TSUTAYA限定シングル (レンタルのみ) TSUYOKUNARE /恋しさとせつなさと心強さと | 1月27日  | 1. TSUYOKUNARE 2. 恋しさとせつなさと心強さと |       |
| TSUTAYA限定シングル sayonara                                               | 1月27日  | 1. sayonara 2. Shine Of Love 3. Impressive Child |       |
| 1stシングル BRANDNEW DAYS                                                  | 2月17日  | 作品ページを参照 | 193位 |
| 1stアルバム SERENDIPITY                                                    | 3月17日  | 作品ページを参照 | 186位 |
| 2ndシングル Still think of you                                             | 11月17日 | 作品ページを参照 | 圏外  |
| 2011年                                                                     |          | |       |
| 3rdシングル あなたを忘れていけるように                                     | 5月4日   | 作品ページを参照 | 圏外  |
| 2012年                                                                     |          | |       |
| 4thシングル 恋愛ティーチャー恋心                                           | 2月15日  | CD 1. 恋愛ティーチャー恋心 2. ハピラバ 3. 恋愛ティーチャー恋心 -Instrumental- 4. ハピラバ -Instrumental- DVD 1. 恋愛ティーチャー恋心 Music Video 2. MUSIC VIDEO MAKING | 197位 |
| 2ndアルバム Sucker Punch                                                   | 3月14日  | CD 1. Sucker Punch 2. 恋愛ティーチャー恋心 イット・ガール×Purple Daysタイアップソング 3. LIVmoments 4. Still think of you 5. ザクロ 6. ハピラバ スプリングバレーTVCMタイアップソング 7. THREE 8. ユラユラLady -オドル恋- 9. Life 10. ウキヨノヒト 11. あなたを忘れていけるように 12. 約束の場所へ 13. ヒトツボシ (八王子P Remix) DVD 1. 「Still think of you」Music Video 2. 「あなたを忘れていけるように」Music Video 3. 「恋愛ティーチャー恋心」Music Video 4. 「恋愛ティーチャー恋心」Music Video 裏ver. 5. 「Sucker Punch」完成打ち上げ -色々語っちゃうよ- |       |